# Laguna Sajama
Laguna Sajama är en sjö i Bolivia.   Den ligger i departementet Oruro, i den västra delen av landet, 400 km väster om huvudstaden Sucre. Laguna Sajama ligger 4 401 meter över havet. Arean är 0,30 kvadratkilometer.
Omgivningarna runt Laguna Sajama är i huvudsak ett öppet busklandskap. Trakten runt Laguna Sajama är nära nog obefolkad, med mindre än två invånare per kvadratkilometer.